# リック・キャンプ
リック・ラマー・キャンプ（Rick Lamar Camp, 1953年6月10日 - 2013年4月25日）は、アメリカ合衆国ジョージア州チャトゥーガ郡トリオン出身のプロ野球選手（投手）。右投右打。

## 経歴
1974年のMLBドラフト7巡目（全体149位）でアトランタ・ブレーブスから指名され、プロ入り。 1976年にメジャーデビューすると、
ブレーブス一筋での実働9年間で414試合に登板して56勝49敗という成績を記録している。1980年には77試合に登板して22セーブに防御率1.91、1981年も48試合に登板して17セーブに防御率1.78という成績を収めるなど主にリリーフ投手として活躍したが、年度によっては先発メインや先発とリリーフの両方をこなすスウィングマンでの起用のシーズンもあり、先発では通算65試合に登板している。
現役時代、キャンプの存在が最もクローズアップされた瞬間は1985年7月4日、ブレーブスの本拠地（当時）アトランタ・フルトン・カウンティ・スタジアムで行われたリック・キャンプ・ゲームとも評される延長19回にも渡るニューヨーク・メッツとの長い戦いだった。この試合でメッツのキース・ヘルナンデスがサイクル安打を達成という快記録が生まれているが、もう一人、選手生活最高の打撃を披露した選手がこのキャンプだった。試合は9回終了まで8-8の同点で延長戦に突入すると、13回表にメッツがリードを奪うが、ブレーブスも裏に追い付いた。雨による2度の中断を経て深夜へともつれ込み、18回表に再びメッツがリードした。すると18回裏二死、カウントはツーストライクで打席にはリリーフとして登板の通算打率.062、0本塁打のキャンプが立っていた。しかし、代打はすでに尽きており、ブレーブスベンチは帰宅の準備を始めていた。その時、グラウンドで信じられないことが起こった。キャンプが土壇場で同点本塁打を放ったのだ。結局、同点弾を放ったキャンプは19回表に打たれてブレーブスは11-10で敗れた。試合終了は日付が変わった7月5日の午前3時55分であり、4時過ぎには独立記念日を祝う花火が打ち上げられた。スタジアム周辺の住民は、戦争が始まったかと勘違いして飛び起きたという。
生涯唯一の本塁打を午前3時過ぎに放ったキャンプだが、翌1986年のスプリングトレーニング終了直前にブレーブスから自由契約となり、9年のメジャーリーグ生活に幕を下ろしている。
2013年4月25日にジョージア州ライダルにある自宅で死去したことが報じられた。

## 詳細情報

### 背番号
- 33（1976年 - 1978年）
- 37（1980年 - 1985年）